# Tatjana Alexejewna Minina
Tatjana Alexejewna Minina (russisch Татьяна Алексеевна Минина; * 18. April 1997 in Tscheljabinsk als Tatjana Alexejewna Kudaschowa) ist eine russische Taekwondoin. Sie startet in den Gewichtsklassen bis 53 bzw. bis 57 Kilogramm.

## Erfolge
Tatjana Kudaschowa war bereits bei den Junioren sehr erfolgreich. Bei den Olympischen Jugend-Sommerspielen 2014 in Nanjing gewann sie in der Gewichtsklasse bis 55 Kilogramm die Bronzemedaille und sicherte sich im Folgejahr bei der Universiade in Gwangju im Mannschaftswettbewerb mit dem russischen Team hinter der chinesischen Mannschaft Silber. 2015 und 2016 wurde sie in der Altersklasse U21 außerdem jeweils Europameisterin, nachdem sie 2011 und 2013 noch lediglich den zweiten Platz belegt hatte. Auf kontinentaler Ebene dominierte Kudaschowa ab 2016 ihre Gewichtsklasse bis 53 Kilogramm. In Montreux sicherte sie sich bei den Europameisterschaften 2016 nach einem Finalerfolg über die für Aserbaidschan startende Patimat Abakarova ihren ersten Titelgewinn. Diesen Titel verteidigte sie 2018 in Kasan im Finale gegen Inese Tarvida aus Lettland und wurde auch 2021 in Sofia Europameisterin, nachdem sie die Türkin Zeliha Ağrıs im Finalkampf bezwungen hatte. Bei Weltmeisterschaften gelangen Kudaschowa in der Gewichtsklasse bis 53 Kilogramm ebenfalls mehrere Medaillengewinne. 2017 in Muju wurde sie hinter Zeliha Ağrıs ebenso Zweite wie 2019 in Manchester hinter Phannapa Harnsujin aus Thailand.
2020 heiratete sie den russischen Taekwondoin Konstantin Minin und startet seitdem unter dem Nachnamen Minina.
Bei den wegen der COVID-19-Pandemie auf das Jahr 2021 verschobenen Olympischen Spielen 2020 in Tokio besiegte Minina in der Gewichtsklasse bis 57 Kilogramm nach einem 15:7-Sieg gegen die Griechin Fani Tzeli und einem 15:10-Erfolg gegen Tekiath Ben Yessouf aus dem Niger im Halbfinale auch die für das Flüchtlingsteam startende Kimia Alisadeh mit 10:3. Im Finalkampf gegen Anastasija Zolotic unterlag Minina dieser mit 17:25 und erhielt als Zweite somit die Silbermedaille.
Minina kämpft für den ZSKA Moskau. Nach ihrem Medaillengewinn wurde sie mit der Medaille des Ordens „Für Verdienste für das Vaterland“ sowie vom Verteidigungsministerium mit der Medaille „Für die Festigung der Waffenbrüderschaft“ geehrt.